# Fajã da Fragueira

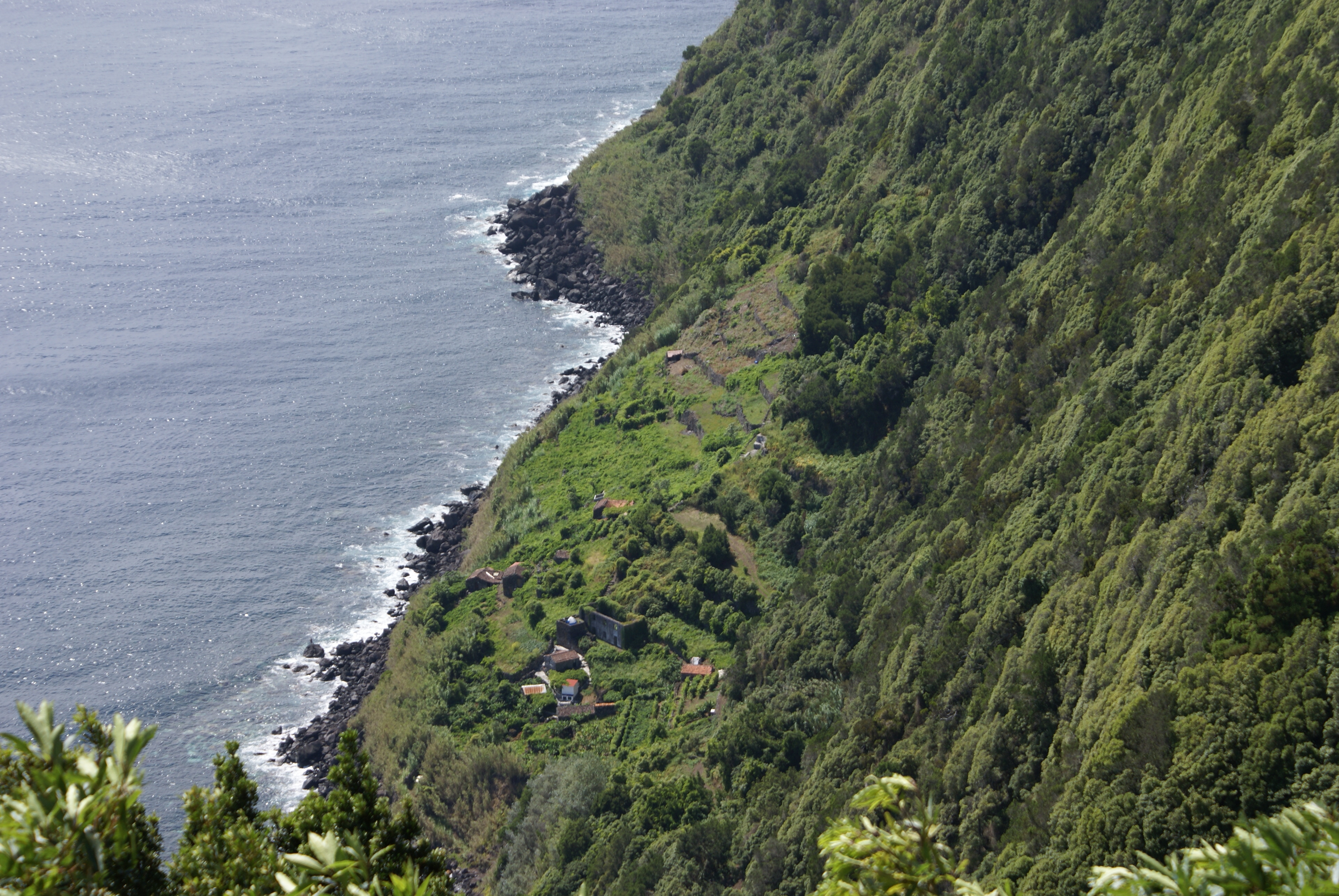
Fajã da Fragueira, em primeiro plano e em ruínas, a casa que foi do Maestro Francisco de Lacerda, Ribeira Seca, Calheta.

a Fajã da Fragueira é uma fajã Açoriana, da ilha de São Jorge, freguesia da Ribeira Seca, Concelho da Calheta e fica na costa Sul da ilha de São Jorge.
Trata-se de uma fajã de pequena dimensão, actualmente desabitada, continua no entanto a ser cultivada pelos habitantes da localidade próxima do Portal que de lá tiram o milho, a batata doce e da terra, a couve e outros produtos hortícolas.
Devido ao seu clima ameno tem abundância de árvores de frutos onde se destacam figueira que dá bons figos. No entanto, o vinho produzido nesta fajã, particularmente o da casta de Vinho de cheiro, continua a ser o produto mais apreciado desta fajã.
O habitante mais ilustre desta fajã foi o Maestro Francisco de Lacerda que se diz ter nascido na que foi a melhor casa deste lugar e agora, mas uma vez pela incúria das pessoas se encontra em ruínas.
O Maestro Francisco de Lacerda, foi amigo do compositor Claude Debussy, com quem trabalhou muitas vezes em Paris, vinha aqui, à sua fajã passar férias e descansar para recuperar forças.
Foi uma Jorgense ilustre que conviveu com os mais famosos expoentes da cultura musical do seu tempo, incluindo a cantora de ópera Nellie Melba, que foi dirigida por ele, num dos recitais que deu em Paris.
Esta fajá é atravessada por duas ribeiras tendo assim abundância de águas.
Há um antigo fio de lenha usado para o transporte da referida lenha e de comida para os animais a partir das falésias sobranceiras à fajã ainda em funcionamento.
O acesso é feito por um atalho estreito e inclinado com início na Ribeira Seca, ou então pela beira-mar, a partir da fajã dos Vimes.
Para além das ruínas da casa da família Lacerda, ainda existem oito casas e sete adegas tudo votado ao abandono.